# 桜花爛漫 (KEYTALKの曲)
「桜花爛漫」（おうからんまん）は、KEYTALKの楽曲で、メジャー5枚目（通算8枚目）のシングル。2015年4月29日にGetting Betterから発売された。

## 概要
表題曲「桜花爛漫」はサウンドプロデュースをNARASAKIが手掛けており、NHK Eテレ系テレビアニメ『境界のRINNE』オープニングテーマとして起用されていた。それまでの作品にあった初回限定盤はなく通常盤のみでの発売となり、表題曲と既存曲「消えていくよ」のライブ音源のみが収録されている。また、特典として「境界のRINNE」の巻き帯ステッカーが封入されている。
本作で、フジテレビ系音楽番組『魁!音楽の時間』の2015年5月3日放送分にKEYTALKとして初めて地上波音楽番組に出演し、表題曲を披露した。
2017年7月20日から9月10日にかけて行われた「夏フェスティバル♪KEYTOBU」と題した東武鉄道とのコラボレーションにより、東武東上本線上福岡駅の上りホーム2番線で「桜花爛漫」が発車メロディとして使われた。

## 収録曲
1. 桜花爛漫
作詞・作曲：首藤義勝、編曲：KEYTALK、NARASAKI
NHK Eテレ系テレビアニメ『境界のRINNE』（第1シリーズ）前期オープニングテーマ[3]
2. 消えていくよ（Live）
作詞：寺中友将、作曲：首藤義勝、小野武正
原曲はインディーズ時代に発表されたシングル『KTEP』および1枚目のミニアルバム『TIMES SQUARE』の収録曲[6][7]。

## 収録アルバム
- HOT!（#1）
- Best Selection Album of Victor Years（#1）